# 北会津町和泉
北会津町和泉（きたあいづまち いずみ）は、福島県会津若松市の大字である。郵便番号は965-0107。

## 地理
会津若松市北西部の北会津地区（旧北会津郡北会津村域）に属する。東で北会津町真宮、北会津町田村山、南で北会津町出尻、西で大沼郡会津美里町和田目、北で河沼郡会津坂下町開津とそれぞれ隣接する。概ね町村制施行以前の北会津郡和泉村の流れを汲む地域である。北会津地区北西端部に位置し、一級水系阿賀野川水系宮川右岸流域の一角を範囲とする。域内全域にわたり水田が広がり、中央部を福島県道72号会津坂下会津本郷線が縦断し、北端部を磐越自動車道が横断する。県道に沿い北部、中部、南部にそれぞれ集落が点在するが、北会津地区の他大字と同様に集落がある区画には「字」以降を付けず、大字に直接番地が続く住所表記がなされる。

### 河川・湖沼
一級水系阿賀野川水系
- 宮川
  - 栗村堰

### 主な字
字
- 宇賀田
- 上分
- 北面
- 狐塚
- 沢田

- 下分
- 諏訪川原
- 千刈
- 滝ノ上
- 台畑

- 中分
- 原山
- 豆田

## 歴史
- 1875年8月12日 - 和泉村が台村を合併する。
- 1879年1月27日 - 和泉村が福島県内における郡区町村制の施行により北会津郡の村となる。
- 1889年4月1日 - 町村制の施行により和泉村が周辺6村と合併し荒井村が発足し、旧和泉村域が荒井村の大字となる。
- 1953年4月1日 - 荒井村が舘ノ内村と合併して荒舘村が発足し、荒舘村の大字となる。
- 1956年5月1日 - 荒舘村が川南村と合併して北会津村が発足し、北会津村の大字となる。
- 2004年11月1日 - 北会津村が会津若松市に編入され、会津若松市の大字となる。

## 世帯数と人口
2024年1月1日現在の世帯数と人口は以下の通りである。
| 大字         | 世帯数 | 人口  |
| ------------ | ------ | ----- |
| 北会津町和泉 | 48世帯 | 148人 |

## 小・中学校の学区
市立小・中学校に通う場合、学区は以下の通りとなる。
| 番地 | 小学校                 | 中学校                   |
| ---- | ---------------------- | ------------------------ |
| 全域 | 会津若松市立荒舘小学校 | 会津若松市立北会津中学校 |

## 交通

### 道路
- 磐越自動車道
  - 宮川橋
- 福島県道72号会津坂下会津本郷線
- 幹線一級市道29号
- 幹線一級市道35号
- 幹線二級市道29号
  - 鶴沼橋

## 施設
- 和泉多目的生活共同利用施設
- 諏訪神社
- 和泉下分公園